# هاري فورد سينكلير
هاري فورد سينكلير (بالإنجليزية: Harry Ford Sinclair) (و. 1876 – 1956 م) هو من الولايات المتحدة الأمريكية .